# تنقية الفلزات

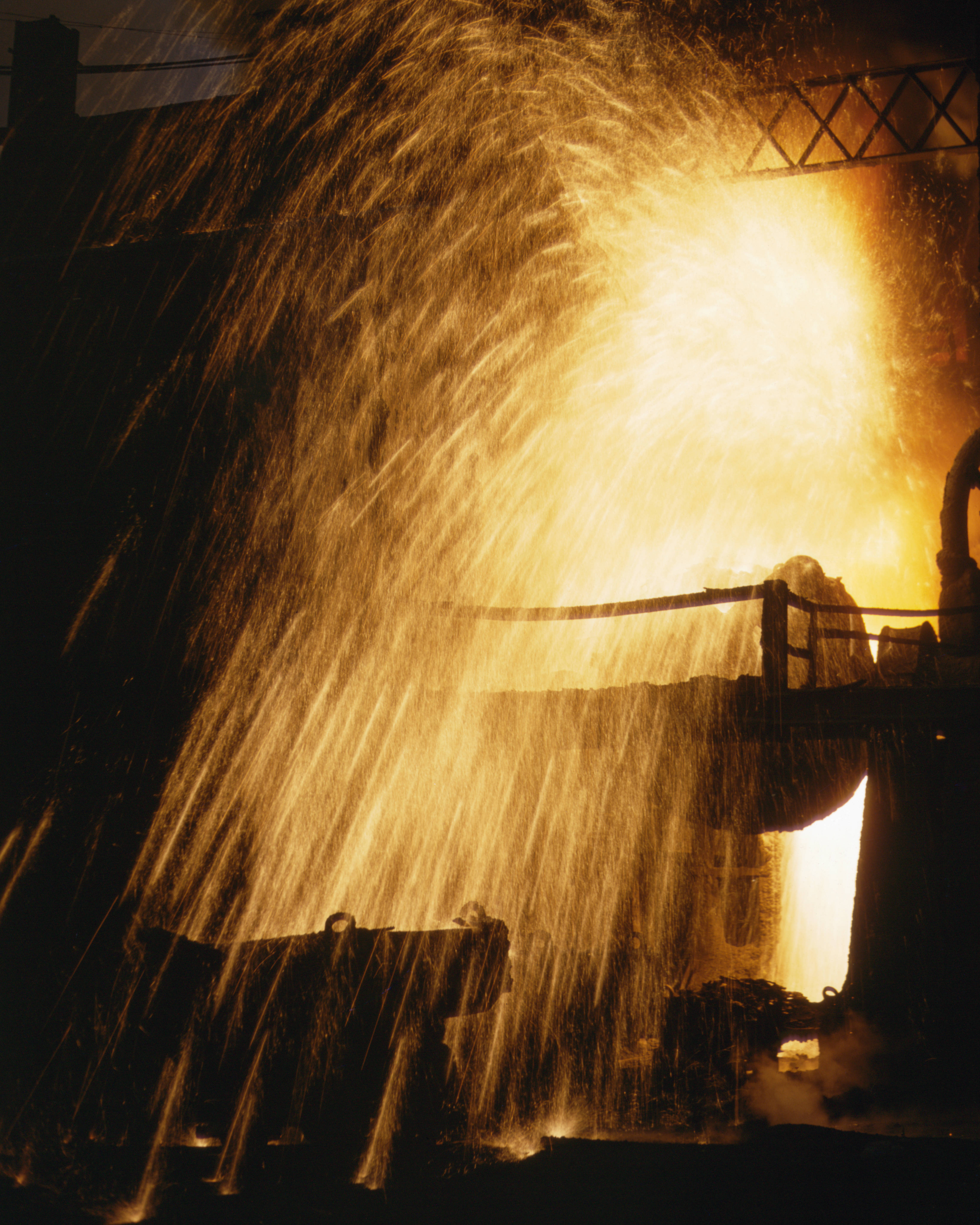
محول بسمر (الحديد إلى فولاذ)، شركة أليغيني لودلوم ستيل، براكينريدج، بنسلفانيا.

في علم الفلزات تنقية الفلزات هي وصف للعمليات المستخدمة في تنقية الفلزات من الشوائب المعدنية المرافقة لها. تكون أساليب التنقية المستخدمة متعلقة بالخواص الفيزيائية والكيميائية للفلز، وهذه الأساليب متمايزة عن عمليات أخرى مثل الصهر والتكليس، حيث يحدث في العمليتين الأخيرتين المذكورتين تغير كيميائي للمادة الخام، على العكس من أساليب التنقية التي لا يترافق معها ذلك الأمر.

## أمثلة
يتم على العموم استخدام وسائل تقنية في علم الفلزات من ضمنها علم الفلزات الحراري Pyrometallurgy وعلم الفلزات المائي Hydrometallurgy.
من الأمثلة على عمليات تنقية الفلزات كل من:
- التحليل الكهربائي في تنقية النحاس.
- التنقية البوتقية Cupellation في تنقية الرصاص.

## اقرأ أيضاً
- علم الفلزات